# Duale C*-Algebra
Die dualen C*-Algebren, auch C*-Algebren kompakter Operatoren genannt, sind eine spezielle Unterklasse von in der Mathematik betrachteten C*-Algebren. Sie zeichnen sich durch eine besonders einfache Struktur aus.

## Definition
Ist {\displaystyle M\subset A} eine Teilmenge einer Algebra {\displaystyle A}, so heißt
{\displaystyle {\mbox{lan}}(M):=\{x\in A;\,xM=\{0\}\}} der Links-Annullator von {\displaystyle M}. Entsprechend heißt {\displaystyle {\mbox{ran}}(M):=\{x\in A;\,Mx=\{0\}\}} der Rechts-Annullator von {\displaystyle M}. Ganz allgemein nennt man eine Banachalgebra dual, wenn folgende Dualitätsbeziehungen bestehen:
- {\displaystyle {\mbox{lan}}({\mbox{ran}})(I)\,=\,I} für alle abgeschlossenen Linksideale {\displaystyle I\subset A},
- {\displaystyle {\mbox{ran}}({\mbox{lan}})(I)\,=\,I} für alle abgeschlossenen Rechtsideale {\displaystyle I\subset A}.

Bei C*-Algebren folgt jede der Bedingungen aus der jeweils anderen, da sich Links- und Rechtideale via Involution eineindeutig entsprechen.

## Charakterisierungen
Eine C*-Algebra heißt elementar, wenn es einen Hilbertraum {\displaystyle H} gibt, so dass sie isomorph zur Algebra {\displaystyle K(H)} der kompakten Operatoren auf {\displaystyle H} ist. Das eingeschränkte Produkt einer Familie {\displaystyle (A_{i})_{i}} von C*-Algebren ist die Unteralgebra des kartesischen Produktes der {\displaystyle A_{i}}, die aus allen Tupeln {\displaystyle (x_{i})_{i}} besteht, für die {\displaystyle \{i;\,\|x_{i}\|>\epsilon \}} für jedes {\displaystyle \epsilon >0} endlich ist. Zusammen mit der Norm {\displaystyle \|(x_{i})_{i}\|:=\sup _{i}\|x_{i}\|} ist dies wieder einer C*-Algebra. Mit diesen Begriffsbildungen gilt nun:
Für eine C*-Algebra {\displaystyle A} sind folgende Aussagen äquivalent:
- {\displaystyle A} ist eine duale C*-Algebra.
- Die Summe der minimalen Linksideale liegt dicht in {\displaystyle A}.
- Die Summe der minimalen Rechtsideale liegt dicht in {\displaystyle A}.
- {\displaystyle A} ist isomorph zu einer Unter-C*-Algebra einer elementaren C*-Algebra.
- {\displaystyle A} ist isomorph zu einem eingeschränkten Produkt einer Familie elementarer C*-Algebren.
- Das Gelfand-Spektrum jeder maximalen kommutativen Unter-C*-Algebra ist diskret.
- Für jedes {\displaystyle x\in A} ist der Operator der Linksmultiplikation {\displaystyle L_{x}:\,A\rightarrow A,\,y\mapsto xy} ein schwach-kompakter Operator.
- Für jedes {\displaystyle x\in A} ist der Operator der Rechtsmultiplikation {\displaystyle R_{x}:\,A\rightarrow A,\,y\mapsto yx} ein schwach-kompakter Operator.

Dabei heißt ein Operator schwach-kompakt, wenn das Bild einer beschränkten Menge in der schwachen Topologie einen kompakten Abschluss hat.
Wegen dieser Charakterisierung nennt man duale C*-Algebren auch C*-Algebren kompakter Operatoren.

## Beispiele
- Die Matrizen-Algebren {\displaystyle M_{n}(\mathbb {C} )} {\displaystyle ={\mathbb {C} }^{n\times n}} sind elementar und daher dual, allgemeiner sind alle endlich-dimensionalen C*-Algebren dual.
- Die Folgenalgebra {\displaystyle c_{0}} der komplexen Nullfolgen ist eingeschränktes Produkt von abzählbar vielen Kopien von {\displaystyle \mathbb {C} \cong M_{1}(\mathbb {C} )} und daher dual.
- Ist {\displaystyle H} ein Hilbertraum und ist {\displaystyle A} eine Unter-C*-Algebra von {\displaystyle K(H)}, so ist {\displaystyle A} dual. Nach obiger Charakterisierung erhält man so bis auf Isomorphie alle dualen C*-Algebren.
- Die Funktionenalgebra {\displaystyle C([0,1])} ist nicht dual, denn sie ist kommutativ und hat kein diskretes Gelfand-Spektrum. Aus demselben Grunde sind die Folgenalgebren {\displaystyle c} und {\displaystyle \ell ^{\infty }} der konvergenten bzw. beschränkten Folgen nicht dual.

## Eigenschaften
- Aus obigen Charakterisierungen ergibt sich leicht, dass Unter-C*-Algebren von dualen C*-Algebren und eingeschränkte Produkte dualer C*-Algebren wieder dual sind.

- Duale C*-Algebren sind liminal.

- Die Darstellungstheorie dualer C*-Algebren ist sehr einfach. Liegt die C*-Algebra als eingeschränktes Produkt elementarer C*-Algebren {\displaystyle K(H_{i})} vor, so sind die irreduziblen Darstellungen bis auf Äquivalenz genau die Projektionen auf die Komponenten {\displaystyle K(H_{i})}.